# Opera House (cég)
Az Opera House (株式会社オペラハウス) egy japán videójáték-fejlesztőcég, melyet 1989. július 28-án alapított Miki Szatoru (三木暁; Hepburn: Satoru Miki) és Fudzsivara Hirojuki (藤原博之; Hepburn: Hiroyuki Fujiwara) Tokió Sindzsuku kerületében. A cég székhelyét később Nakameguróba helyezték át. Miki és Fudzsivara 1985-ben kezdett el együtt programozni Miki & Fujiwara Production név alatt. A céget Fudzsivara és Icsihara Szatoru (市原暁; Hepburn: Satoru Ichihara) vezeti.

## Játékaik

### 3DO
- F1GP (programozás)
- Dzsieitai World

### Nintendo DS
- Elminage DS Remix: Jami no Fuo to Kamigami no Jubiva
- My Pet Dolphin
- Kjó Kara DS Calorie Navi
- Lucky Star: Moe Drill

### Famicom/NES
- Break Time: The National Pool Tour

### Flash-játékok
- Patton
- Szenkjo e Ikou

### FM Towns
- Advanced Dungeons & Dragons: Dragons of Flame
- Advanced Dungeons & Dragons: Heroes of the Lance

### Game Boy
- Bubble Ghost

### Game Boy Color
- The Sutokó Racing

### Game Gear
- Devilish
- Honó no Dókjúdzsi: Dodge Danpei (programozás)
- Side Pocket

### Sega Mark III/Master System
- Cloud Master
- Double Hawk
- Running Battle

### Mega CD/Sega CD
- Advanced Dungeons & Dragons: Eye of the Beholder
- Death Bringer: Himerata Monszó

### Mega Drive/Genesis
- Captain America and the Avengers (programozás)
- Master of Monsters
- Midnight Resistance
- Rastan Saga II
- Two Crude
- Verytex

### Mobiltelefonok
- Pinball (DoCoMo, au, SoftBank)
- Pinball (DoCoMo, au, Vodafone)

### MSX
- Alpharoid
- Come On! Picot

### MSX2
- Advanced Dungeons & Dragons: Heroes of the Lance
- American Soccer
- Csúka Taiszen
- Nekkecu Dzsúdó
- Ninja Kun: Asura no Só
- Project A2: Sidzsó Szaidai no Hjóteki
- R-Type
- SD Gundam Gacsapon Szensi 2: Capsule Szenki
- Super Runner
- Ultima III: Exodus

### PC Engine CD/TurboGrafx-CD
- Shin Megami Tensei

### PC-88
- Advanced Dungeons & Dragons: Heroes of the Lance
- Advanced Dungeons & Dragons: Hillsfar

### PC-98
- Advanced Dungeons & Dragons: Champions of Krynn
- Advanced Dungeons & Dragons: Death Knights of Krynn
- Advanced Dungeons & Dragons: Dragons of Flame
- Advanced Dungeons & Dragons: Eye of the Beholder
- Advanced Dungeons & Dragons: Heroes of the Lance
- Advanced Dungeons & Dragons: Hillsfar
- Master of Magic
- Ultima VIII: Pagan

### PlayStation
- 100 Manyen Quiz Hunter (programozás)
- Block Wars
- Csinmoku no Kantai
- Civizard: Madzsucu no Keifu
- Navit
- Szenkai Taiszen
- Szenkai Cuuroku Szeisi: TV Animation Szenkaiden Hósin Engi Jori
- Virtual Gallop Kisudó
- The Zero Yon

### PlayStation 2
- Elminage: Jami no Fudzso to Kamigami no Jubiva (programozás)
- Fever 7: Szankjo Kousiki Pacsinko Simulation
- Fever 8: Szankjo Kousiki Pacsinko Simulation
- Fever 9: Szankjo Kousiki Pacsinko Simulation
- Interactive Movie System Szakuszei (2002)
- Iron Aces 2: Birds of Prey
- Kuuszen II
- Szentó Kokka Kai: Legend
- Zero Pilot: Koszora no Kiszeki
- Zero Pilot: Zero

### PlayStation Portable
- Elminage II: Szouszei no Megami to Unmei no Daicsi (programozás)
- Elminage III: Ankoku no Sito to Taijó no Kjuuden (programozás)

### Saturn
- My Best Friends: St. Andrew Dzsogakuin Hen

### Super Famicom/Super NES
- Classic Road
- Classic Road II: Real Kouma Simulation
- Kjújaku Megami Tensei
- Siroi Ringu He: Twinkle Little Star
- Super Ice Hockey
- Zig Zag Cat: Ostrich Club mo Ooszavagi da

### Wii
- Saint (US Publisher: UFO Interactive)
- Monkey King: The Legend Begins

### Windows
- Csibi Maruko-csan Screensaver
- Devilman Typing Soft: Akuma Ucsi
- Groovemaster
- Last Message: Szaraba Itosiki Onna jo
- Last Message: Szajonara Vatasi no Aisita Otoko
- Master of Magic
- Pacsinko Simulation
- PaRappa the Rapper 2 Desktop Accessories
- Pinball Spirits
- Rakugo Typing Josze: Rakutarou no Sinucsi
- Wizardry